# Simon Stevin
Simon Stevin   (Bruges, 1548 - la Haia, 22 de febrer de 1620 ↔ 16 d'abril de 1620), va ser un matemàtic i enginyer originari de les Disset Províncies. A ell es deu que el neerlandès sigui una de les poques llengües en què la paraula matemàtiques no segueixi una arrel grecollatina, sinó que es digui wiskunde, traducció directa del significat de la paraula matemàtiques proposada per Stevin.

## Biografia
Poc es coneix dels primers anys de la vida de Stevin. Se sap que era fill natural d'Anton Stevin i de Cathelyne van der Poort. El seu pare natural era un militar d'una coneguda i pròspera família de Veurne i la seva mare va tenir altres dos fills naturals amb Noel de Caron un prominent personatge de Bruges. En data desconeguda, la seva mare, Catheline, es va casar amb un important comerciant de Bruges, Joost Sayon, el que va fer que la família estigués molt ben relacionada amb el cercles polítics calvinistes de la ciutat. Per tot això, es considera que l'educació de l'infant i jove Stevin havia de ser acurada, coneixent prou bé el llatí i el francès.
Començà a treballar com ajudant d'un cobrador d'impostos del vescomtat de la ciutat franca de Bruges. Segons diu ell mateix en un dels seus llibres, també va ser comptable i caixer a Anvers. Sembla que entre 1571 i 1577 va viatjar per Polònia, Prùssia i Noruega. A partir de 1577, va abandonar Bruges, probablement degut als conflictes religiosos, però es desconeixen les seves activitats fins al 1581; s'ha especulat en que podria haver estudiat en alguna universitat francesa o italiana en aquest període.
El 1581 es traslladà a Leideni, a partir d'aquesta data, és més fàcil seguir la seva carrera. Com molts científics i artistes va fugir la intolerància religiosa i científica dels ocupants espanyols dels Països Baixos del sud per a trobar a la república dels Països Baixos del nord un ambient més obert al món modern. Dos anys després (i amb ja més de trenta anys) s'inscrigué a la Universitat de Leiden, on probablement seguí els curso de Rudolph Snel (pare de Willebrord Snel van Royen), i on va establir amistat amb el príncep Maurici de Nassau, fill del comte Guillem I d'Orange-Nassau.
Fins i tot abans d'inscriure's a la universitat, ja havia publicat alguns llibres. El seu primer llibre publicat fou Nieuwe Inventie van Rekeninghe van Compaignie... «Nou invent de comptabilitat per a les empreses...», (Delft, 1581). Però el que més difusió tingué fou Tafelen van interest «Taules d'interès», (Anvers, 1582), que trencaren el quasi-monopoli/secretisme que fins llavors tenien els banquers sobre aquest càlcul.
La seva obra més important fou De Thiende (1586) on introduí l'ús dels decimals com a cosa quotidiana, tot simplificant enormement els càlculs aritmètics. Altres camps on contribuí foren els de l'astronomia i la música. Stevin també dissenyà vehicles amfibis, amb els que hom navegà des de la platja de Scheveningen (prop de la Haia) fins a Petten, al comtat d'Holanda.
Al marc de l'enginyeria hidràulica, és conegut per les seves millores dels molíns de desaiguat dels pòlders. Junt amb el seu amic Jan Cornets de Groot, pare d'Hugo Grotius i burgmestre de Delft, va construir tota una sèrie de molins als pòlders de l'entorn de la ciutat. El seu mètode de desaiguat va ser utilitzat fins al segle xx, quan estacions de bombatge van reemplaçar els molins tradicionals. Treballà com a docent privat del príncep Maurici de Nassau que li confià, a partir de 1593, una funció de conseller militar i enginyer civil i li va donar l'encàrrec de crear una escola d'enginyers a Leiden. Amb ell va treballar com a conseller del waterstaat, càrrec que en els Països Baixos s'encarrega de la supervisió de les obres públiques, sobretot les relacionades amb els dics marítims.
La seva fama en vida i en l'època immediatament posterior a la seva mort va ser gran, és considerat com una mena de Leonardo da Vinci del nord. De fet, és esmentat repetides vegades en la novel·la Tristram Shandy de Laurence Sterne com un geni. El seu nom es troba esmentat en nombrosos tractats d'enginyeria militar i hidràulica de tota l'època que va des del s. XVII al s. XIX.
El seu fill Hendrik Stevin fou el primer de concebre un pla per tancar l'Zuiderzee el 1667.

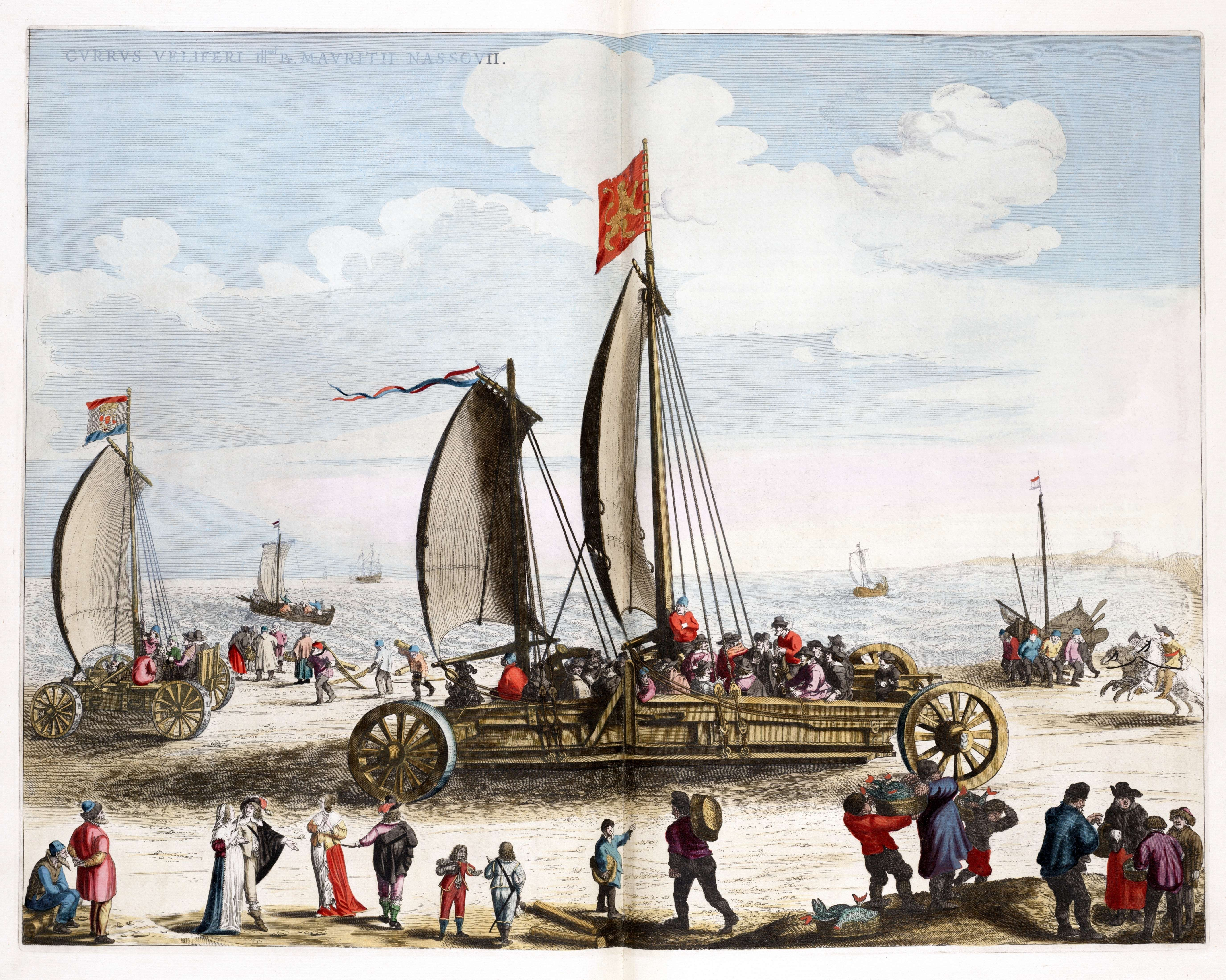
Veler terrestre dissenyat per Simon Stevin al.

## Obra

### Enginyeria
A la seva època, la reputació de Stevin es va deure principalment a la seva perícia en l'enginyeria militar i haver inventat un veler terrestre impulsat que era capaç de transportar més de 25 persones a velocitats properes als 80 km/h. Al voltant del 1600, Stevin va realitzar a la platja de Scheveningen una demostració de l'invent davant el príncep de Nassau, Maurici de Nassau, el qual, després de veure-ho més com un entreteniment per als seus convidats i cortesans, va acabar per prohibir qualsevol aplicació pràctica de l'artefacte inventat per Stevin al jutjar que tal mitjà de transport arruïnaria als traginers i al sistema de postes basat en els cavalls.

### Matemàtiques[10]

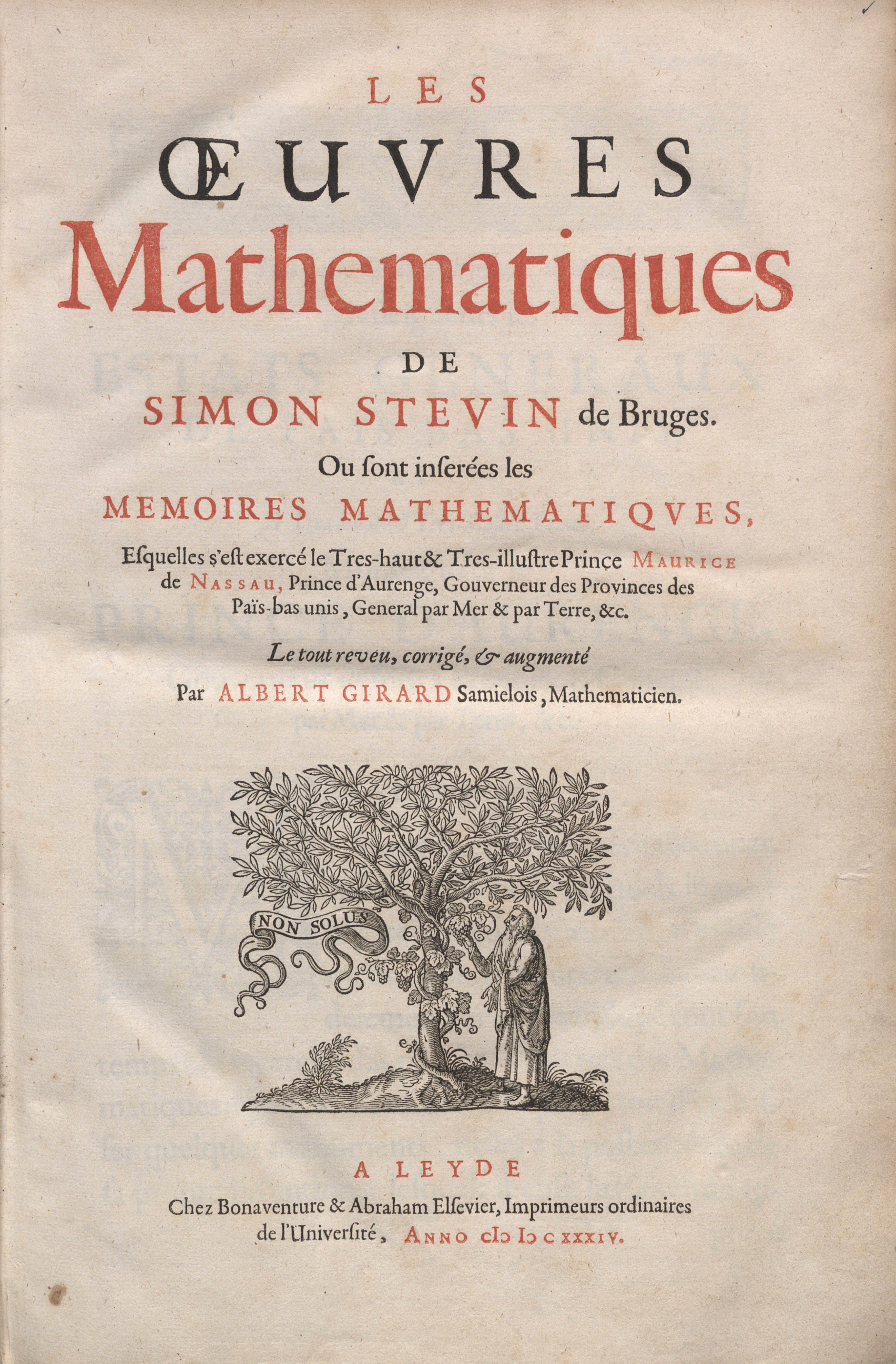
Oeuvres mathematiques, 1634

Als seus 37 anys, va publicar L'aritmètica de Simó Stevin, de Bruges, un breu tractat sobre les fraccions decimals que en la seva traducció francesa no excedeix les set pàgines. Stevin hi exposa amb molta claredat l'ús de fraccions decimals per a l'extracció de l'arrel quadrada d'un nombre i postula la conveniència d'adoptar un sistema mètric decimal en la moneda i les unitats de mesura. També va introduir una nova notació per descriure els nombres decimals, d'escàs èxit donada la seva complexitat enfront d'altres més compactes com la de Bartholomeo Pitiscus i John Napier, usada avui en dia. Una altra gran aportació de Stevin va ser la de la noció de nombre, ja que fins llavors els matemàtics desconeixien que el nombre implicava la unitat, pertanyent a la mateixa naturalesa i, per tant, divisible. Als matemàtics, els atribuïa l'error d'utilitzar aquesta unitat com el principi dels nombres, sent aquest principi no la unitat, sinó l'absència d'aquesta unitat: el buit, el zero (0).
Va destacar a més per ser el primer matemàtic que va reconèixer la validesa del nombre negatiu (tot nombre menor a zero), en acceptar-lo com a resultat dels problemes amb què treballava. A més, va reconèixer la igualtat entre la sostracció d'un nombre positiu i l'addició d'un nombre negatiu [(+a) - (+b) = (+a) + (-b)]. Per tot això és considerat en l'actualitat com el pare dels nombres negatius. És també conegut per ser qui va desenvolupar l'algorisme de treball per obtenir el màxim comú divisor de dos polinomis.

### Física
En física destaquen les seves contribucions en el camp de l'estàtica i hidroestàtica de fluids: va ser el primer a descriure la paradoxa hidroestàtica en virtut de la qual la pressió descendent d'un fluid sobre un cos és independent de la forma d'aquest i només depèn de l'alçada i de la base del pla de carena.

Demostració de Stevin de la llei de l'equilibri d'un cos en un pla inclinat, que es diu va ser gravada sobre la seva tomba.

També va ser un dels primers científics a distingir entre l'equilibri estable i inestable en problemes de flotació, i va demostrar l'equilibri d'un cos en un pla inclinat. Per a això, va usar un mètode gràfic molt enginyós i intuïtiu, (vegeu imatge annexa) en el qual feia servir una corda sobre un pla inclinat dividida en intervals uniformement distribuïts. Sembla a més que, en aquest mateix estudi, va ser el primer a enunciar el teorema de Varignon relatiu a la resultant de les forces i moments en un cos.

### Música[13]
En música, va ser el primer a donar una definició i mesura correcta del temperament just (1585), a més de definir, en un tractat sobre les funcions exponencials, la freqüència de vibració que es corresponia amb les respectives notes musicals. Els seus estudis musicals sobre el temperament just semblen inspirats en l'obra del llaütista italià Vicenzo Galilei, pare del famós Galileo Galilei, i, curiosament, els seus descobriments sobre això van coincidir amb els del xinès Zhu Zaiyu, que amb absoluta independència també va definir el temperament just per aquesta mateixa època.

### Semiologia
Stevin va dedicar part del seu temps a l'estudi de la filosofia del llenguatge, arribant a postular una futura imperancia del neerlandès com a llengua universal, ja que en ella els conceptes que es poden expressar amb monosíl·labs eren molts més que en qualsevol altra llengua coneguda. De fet, aquesta idea va ser la que el va portar a menysprear el llatí com a llengua científica, i a escriure tots els seus tractats en neerlandès. No cal dir que, en una època en què el llatí imperava com a llengua de cultura i coneixement, semblant actitud va limitar en gran manera la difusió de la seva obra, i és en bona part a causa d'això, que fins i tot en l'actualitat molts dels seus èxits segueixin ignorats fora dels Països Baixos.

### Comptabilitat[15]
En la seva tasca com a intendent del Príncep de Nassau, va destacar com a pioner en l'ús de la comptabilitat de partida doble, amb deure i haver, que pel que sembla coneixia a través dels escrits de Girolamo Cardano, i se'l reconeix com el seu introductor als Països Baixos. Això, encara que podria semblar trivial, es va demostrar com una aportació fonamental, atès que l'ús de la partida doble per part dels comerciants neerlandesos seria una de les causes que els ajudaria, primerament, a superar econòmicament als seus veïns i, per tant, a sobreviure com a país, a part que va ser a través dels Països Baixos que aquest sistema va passar a Anglaterra i Alemanya, i va permetre per fi el desenvolupament del modern capitalisme. A més, sembla haver estat pioner en l'aplicació dels seus descobriments matemàtics a la comptabilitat, sobretot pel que fa a la decimalització dels guarismes.

## Influència sobre la llengua neerlandesa
La influència de Stevin no es limità a la ciència o l'enginyeria, sinó que s'estengué a la lingüística, puix que dotà la seva llengua, el neerlandès, de tot de mots nous referents a les ciències que ell havia tractat. En són exemples wiskunde (matemàtiques), loodrecht (perpendicular), evenwijdig (paral·lel),... Això fa el neerlandès científic força diferent de la majoria d'altres llengües europees, que disposen de paraules força semblants, totes d'origen grec-llatí, per referir-se a aquests conceptes.

## Llibres publicats
Va escriure sobre òptica, geografia, astronomia, etc. Molts dels seus treballs van ser traduïts al llatí per Willebrord Snel van Royen (Snellius, 1580-1626). En 1608 i 1634 es publicarien a Leyden tots els seus treballs traduïts al francès. La relació, no exhaustiva, de les seves obres és com segueix:
- Nieuwe Inventie va Rekeninghe van Compaignie  (Nou invent de comptabilitat d'empresa) el 1581;
- Tafel van Interest  ( Taules d'interès ) el 1582;
- Problematum geometricorum  el 1583;
- Dialektike ofte Bewysconst  el 1585;
- De Thiende  ( El decimal ) el 1585;
- L'Arithmetique  el 1585 que va presentar com un tractat uniforme per a la resolució d'equacions algebraiques;
- De Beghinselen der Weeghconst  ( L'estàtica o l'Art de pesar ), el seu llibre més cèlebre, 1586;
- De Weeghdaet  el 1586
- De Beghinselen des Waterwichts  ( Principis sobre el pes de l'aigua ), 1586 sobre hidroestàtica;
- Vita Política. Het Burgherlick leven  ( De la vida civil , 1590);[18]
- De Sterktenbouwing  ( De la Construcció de fortificacions ) 1594;
- De Havenvinding  ( La localització al mar ) el 1599, traduït a l'anglès per Edward Wright aquest mateix any;
- Appendice Algebraique  el 1595;
- De Hemelloop  ( Les òrbites celestes ) el 1608;
- Wiskonstighe Ghedachtenissen  (Memòries matemàtiques. Conté  De Driehouckhandel  (Trigonometria),  De Meetdaet  (L'agrimensura), i  De Deursichtighe  (la Perspectiva);
- Castrametation, dat is legermeting and Nieuwe Manière van Stercktebou door Spilsluysen  ( Noves formes de construir rescloses ) publicat el 1617;
- De Spiegheling der Singconst  ( Teoria del cant ).